# Bärenhecke
Bärenhecke ist ein Ortsteil der sächsischen Stadt Glashütte im Landkreis Sächsische Schweiz-Osterzgebirge.

## Geografie
Bärenhecke liegt etwa vier Kilometer südlich von Glashütte im Osterzgebirge. Der Ort befindet sich im Müglitztal.

### Nachbarorte
|            | Glashütte                                   | Rückenhain  |
| Johnsbach  | Kompassrose, die auf Nachbargemeinden zeigt | Dittersdorf |
| Falkenhain |                                             | Bärenstein  |

## Geschichte
Die Streusiedlung Bärenhecke war ein Ortsteil Johnsbachs und 1791 zum Amt Pirna gehörig. Die Grundherrschaft übte zuerst das Rittergut Bärenstein aus, danach das Rittergut Schmiedeberg. Von 1856 bis 1875 gehörte Bärenhecke dem Gerichtsamt Lauenstein an, danach der Amtshauptmannschaft Dippoldiswalde. Der Ort war nach Johnsbach gepfarrt. 1952 wurde Bärenhecke Teil des Kreises Dippoldiswalde, der 1994 in den Weißeritzkreis überging. Im selben Jahr wurden Johnsbach und sein Ortsteil Bärenhecke nach Glashütte eingemeindet. Bärenhecke wurde im August 2008 Teil des aus Landkreis Sächsische Schweiz und Weißeritzkreis gebildeten Landkreises Sächsische Schweiz-Osterzgebirge.
Vom 15. bis ins 19. Jahrhundert wurde in Bärenhecke Erzbergbau betrieben. Nach dem Zweiten Weltkrieg förderte die Wismut bis 1954 etwa 44 Tonnen Uran in der kleinen Lagerstätte Bärenhecke.
Beim Hochwasser im Osterzgebirge 1927 war Bärenhecke stark betroffen und hatte fünf Todesopfer zu beklagen. Auch das Müglitzhochwasser 2002 richtete verheerende Schäden im Ort an.

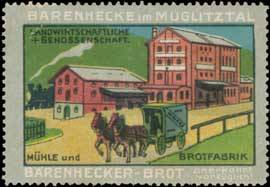
Reklamemarke Mühle und Brotfabrik der Raiffeisengenossenschaft

### Entwicklung der Einwohnerzahl
| Jahr | Einwohnerzahl        |
| ---- | -------------------- |
| 1551 | 2 Köhler, 3 Inwohner |
| 1644 | 3 besessene Mann     |
| 1875 | 81                   |

## Wirtschaft und Infrastruktur

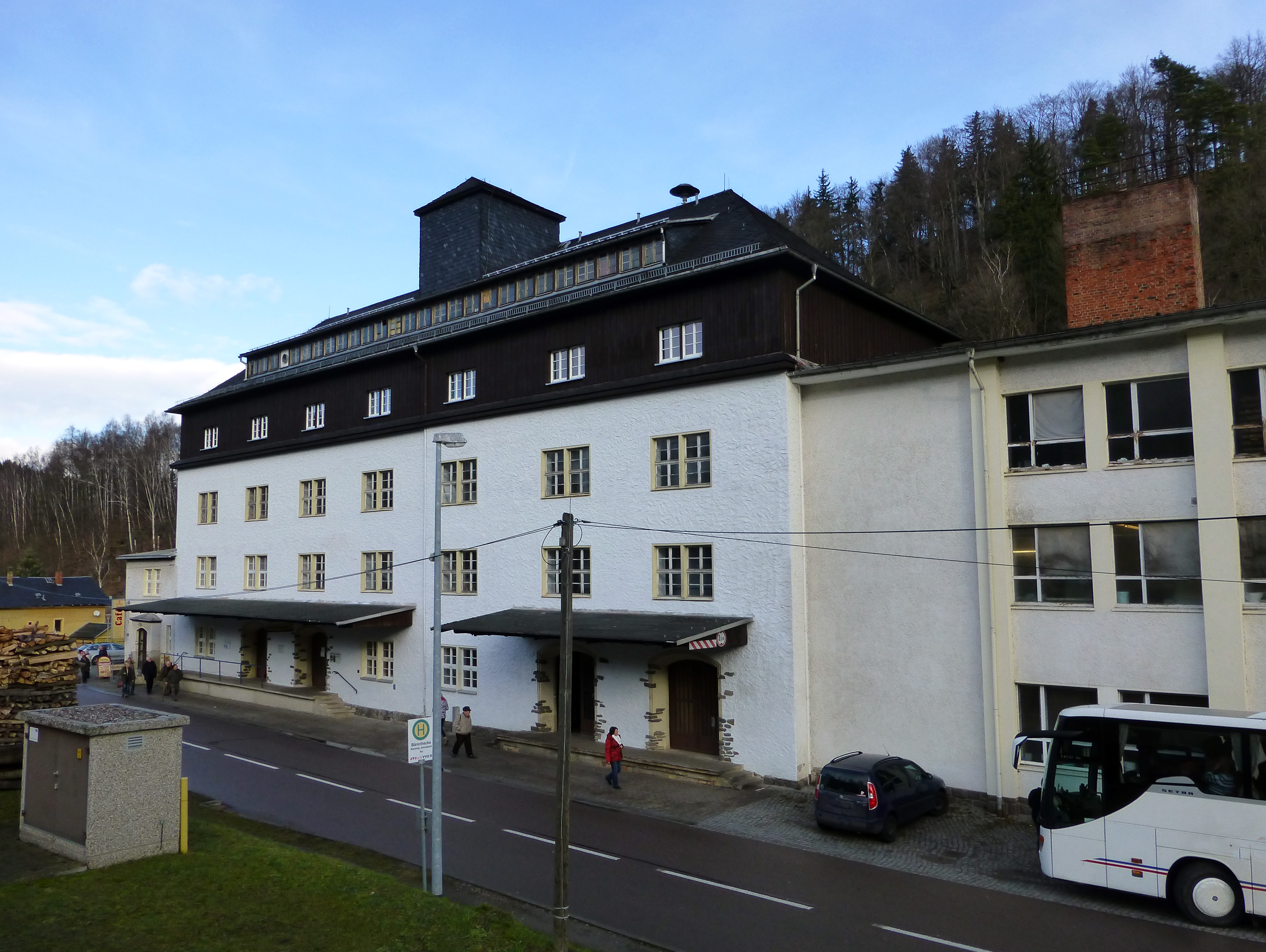
Mühle und Brotfabrik Bärenhecke

Größter Arbeitgeber im Ort ist die Mühle und Bäckerei Bärenhecke Raiffeisengenossenschaft eG. Der 1898 als Müllerei-, Bäckerei- und Lagerhausgenossenschaft Bärenhecke e.G.m.b.H. gegründete mittelständische Betrieb verkauft seine Erzeugnisse in mehr als 20 Filialen vorwiegend im Landkreis Sächsische Schweiz-Osterzgebirge sowie in Dresden. Die alte Getreidemühle auf dem Firmengelände ist ein Technisches Denkmal.
Bärenhecke ist mit dem Haltepunkt Bärenhecke-Johnsbach an der Müglitztalbahn an das Schienennetz angebunden.